# Stingray (álbum)
Stingray es el sexto álbum de estudio del músico británico Joe Cocker, publicado por la compañía discográfica A&M Records en abril de 1976. Obtuvo un éxito inferior a trabajos anteriores de Cocker, alcanzando solo el puesto 70 en la lista estadounidense Billboard 200.

## Lista de canciones
1. "The Jealous Kind" (Bobby Charles) – 3:51
2. "I Broke Down" (Matthew Moore) – 3:29
3. "You Came Along" (Bobby Charles) – 3:50
4. "Catfish" (Bob Dylan, Jacques Levy) – 5:24
5. "Moon Dew" (Matthew Moore) – 5:53
6. "The Man in Me" (Bob Dylan) – 2:43
7. "She Is My Lady" (George Clinton) – 4:37
8. "Worrier" (Matthew Moore) – 3:16
9. "Born Thru Indifference" (Joe Cocker, Richard Tee) – 6:15
10. "A Song for You" (Leon Russell) – 6:25

## Personal
- Joe Cocker: voz y guitarra.
- Eric Clapton: guitarra eléctrica.
- Cornell Dupree: guitarra.
- Steve Gadd: batería.
- Eric Gale: guitarra.
- Albert Lee: guitarra.
- Gordon Edwards: bajo.
- Richard Tee: teclados y órgano.
- Sam Rivers: saxofón.
- Felix "Flaco" Falcon: conga y percusión.
- Patti Austin: coros.
- Bonnie Bramlett: coros.
- Lani Groves: coros.
- Gwen Guthrie: coros.
- Phyllis Lindsay: coros.
- Brenda White: coros.
- Maxine Willard: coros.
- Deniece Williams: coros.

## Posición en listas
| País           | Lista         | Posición |
| -------------- | ------------- | -------- |
| Estados Unidos | Billboard 200 | 70       |